# サウンドコレクション
サウンドコレクションは、ニッポン放送が制作し、NRN系列局で放送され、プロ野球中継が無いときや、雨などにより中止になったときの代替番組（雨傘番組）として放送される音楽番組である。
それ以外でも、ニッポン放送が特別編成となった際のネット局向けに送る番組や単発番組の際の番組としても活用される。
本稿ではこれと交互に放送される単発特番であるナイタースペシャル（またはニッポン放送ショウアップナイタースペシャル）にも触れる。

## 前史
かつては歌謡大全集として放送されて、梶幹雄、はたえ金次郎、桜庭亮平を初めとした（当時）ニッポン放送アナウンサーがパーソナリティーを務め、演歌・歌謡曲に特化したもので放送されていた。その後、ポップスも取り上げるようになり「サウンドコレクション」となった。
2005年度は笑福亭鶴光のサウンドコレクション、2006年度は山本元気のサウンドコレクション。2007年度はニッポン放送アナウンサーの山本元気と垣花正を中心に、毎回担当者が異なり、2008年度も担当者は不定であった。2009年度・2010年度は再び山本剛士（「山本元気」から改名）の固定担当となっている。2011年から2013年までは『サウンドコレクション』の題号を一時使わず、単に日替わり内容『（ショウアップ）ナイタースペシャル』として放送することもあったが、2014年から山本によるサウンドコレクションが不定期ながら再開し、『サウンドコレクション』と『（ショウアップ）ナイタースペシャル』を不定期に入れ替える体制となる（実質『ナイタースペシャル』を構成する1コンテンツとして機能）。『サウンドコレクション』は2016年からは女性アナウンサーの持ち回りとなり、2018年は荘口彰久が主に担当した。
2009年度以降は『ショウアップナイタープレイボール』を事実上拡大したスポーツ情報番組 を19時まで放送するため、サウンドコレクションは原則19時開始となった。

## 放送時間
第1部：（ショウアップ）ナイタースペシャル いつでも みんなのプロ野球
（各局のナイター開始時刻・ニッポン放送番組表上は18:00） - 19:00
18時56分ごろから2分間、ニッポン放送ではニッポン放送交通情報を掛けられている音楽をBGMに放送。
第2部：（ショウアップ）ナイタースペシャル／サウンドコレクション
19:00 - 20:56
19時52分ごろから2分間、ニッポン放送ではニッポン放送交通情報をに掛けられている音楽をBGMに放送。
19時58分ごろから2分間、ニッポン放送ではニッポン放送ニュース を放送。ネット局では各局別のCMやスタジオからの放送等を送る。
20時56分以降は各局別に戻る。ニッポン放送（20時台に別番組を編成した場合は例外あり）ではスタジオアナウンサーのインフォマーシャル、交通情報、『ショウアップナイターハイライト』
第1部は番組表上は18:00であるが、実際は17:30（土・日曜日は17:50）の「ショウアップナイタープレイボール」の時間帯から放送している。

第2部について、プロ野球のレインコートとして『サウンドコレクション』とする場合は、各局の開始時刻から20:56までの放送となる。
NRNナイターネット局に向けて放送される場合、飛び乗り局に配慮して話題の途中でも18:03・18:18・18:23・18:48の4ポイントで強制的にCM、あるいはいったんフェードアウトしてタイトルジングルに続いて挨拶を入れる。ナイター中継時と同じである2020・2021年の特別編成は番組進行が優先され、ネット局の多くはフェードインしていたが、2022年シーズンより2019年以前の形に復された。

## 各年度の放送

### 2007年度
- 山本元気のサウンドコレクション ：5月20日（日曜日）、5月24日（木曜日）、5月29日（火曜日、裏送り）、6月28日（木曜日）
- 垣花正のサウンドコレクション ：5月3日（水曜日）、5月26日（土曜日）
  - 垣花正と八木亜希子のサウンドコレクション：4月27日（金曜日）、6月22日（金曜日、ニッポン放送のみ）
- 笑福亭鶴光と増山さやかのサウンドコレクション：6月23日（土曜日）
- 吉田尚記のサウンドコレクション：6月15日（金曜日、裏送り）、6月22日（土曜日、裏送り）
- 飯田浩司のサウンドコレクション：6月12日（火曜日、裏送り）、6月21日（木曜日、裏送り）
- サウンドコレクション 大泉洋のCUE MUSIC JAM-BOREE in ゆうばりスペシャル：6月27日（水曜日）
- ナイタースペシャル サウンドコレクション ザ・ヒットパレード（パーソナリティ・土屋礼央）：7月1日（日曜日）

### 2008年度
- 飯田浩司のサウンドコレクション：5月27日（火曜日、裏送り）、6月20日（金曜日、裏送り）
- サウンドコレクション　栗村智と宮田統樹の野球道中みやくり毛：5月30日（金曜日）
- サウンドコレクション　立川志ららのタレントふれあい日記：6月10日（火曜日、裏送り）

### 2009・2010年度
山本元気のサウンドコレクションを参照のこと。

### 2011年度
2011年度の『サウンドコレクション』としての放送は、山本が続投するものの、ニッポン放送自社での放送はなくなり、ニッポン放送がサッカー中継など関東ローカル番組を編成した場合の裏送り（実例：2011年6月7日〈火〉・17日〈金〉・22日〈水〉・23日〈木〉）に限定されることとなった。
ニッポン放送が自社で放送する雨傘番組は、例年とは異なり、単に『ナイタースペシャル』（ニッポン放送ローカルとなる月・土・日曜日は『ショウアップナイタースペシャル』）のタイトルで、各界の有名人をパーソナリティとして迎えた特別番組、もしくはプロ野球にまつわるエピソードを扱う特集企画を放送している。
- 『ナイタースペシャル いよいよ開幕!プロ野球』：4月5日（火曜） - 4月8日（金曜、東日本大震災の影響によるプロ野球開幕延期に伴う代替番組）
- 『ナイタースペシャル I'm with U キミと、24時間ラジオ』：4月9日（土曜、同上。福山雅治がパーソナリティを務めた特別番組[1]。TBC、SF、RKB でも放送された[注 4]。）
- 『ナイタースペシャル 投手の力〜“流しのキャッチャー”が見た黄金世代』：4月29日（全試合デーゲームのため放送。金曜のためニッポン放送ローカル）
- 『宮本和知のナイタースペシャル』：5月3日（火曜、全試合デーゲームのため放送）
- 『ナイツ塙宣之のナイタースペシャル』：5月4日（水曜、全試合デーゲームのため放送）
- 『サンドウィッチマンのナイタースペシャル』：5月5日（木曜、全試合デーゲームのため放送）
- 『ナイタースペシャル 我が想い出の巨人・阪神戦』：5月14日（全試合デーゲームのため放送。土曜のためニッポン放送ローカル）
- 『山田雅人のナイタースペシャル プロ野球タイムトンネル』：5月19日（木曜）・5月27日（金曜、両日ともセ・パ交流戦予備日のため放送）
- 『ますだおかだのナイタースペシャル』：6月2日（木曜、セ・パ交流戦予備日のため放送）
- 『ナイツのナイタースペシャル プロ野球クイズ・実況アナウンサーVSナイツ!』：6月17日（金曜、セ・パ交流戦予備日のため放送）
  - 6月17日は平日であるが、ニッポン放送のスペシャルウィークに伴い、関東ローカルで『サウンドコレクション』を差し替えて放送。
- 『ナイタースペシャル 関根潤三が語る、昭和プロ野球の軌跡』：6月21日（火曜、セ・パ交流戦予備日のため放送）
- 『ナイタースペシャル ラストイニング 全国高校野球県予選決勝・聖母学苑対彩珠学院』：6月23日（木曜、セ・パ交流戦予備日のため放送）
  - 2010年12月23日（木曜）に関東ローカルで放送されたラジオドラマであり、第48回ギャラクシー賞のラジオ部門で優秀賞を受賞したことを受けて再放送。直後の『ショウアップナイターハイライト』枠にも跨っての放送となるため、17日同様に地方局へは『サウンドコレクション』を別途裏送り。
- 『ナイタースペシャル 高橋克実と山瀬まみ ニッポンを救う!? スゴすぎる女性グランプリ』：9月23日（金曜、全試合デーゲームのため放送）

このほか、2011年7月21日（木曜）ならびに9月11日（日曜）のナイターの中止時のプログラムとして、高田繁を迎えて送る『プロ野球黄金期』が用意されていたが、いずれも試合が予定通り行われたため、そのままお蔵入りとなった。

### 2012年度
基本的に前年の方針を踏襲して、『（ショウアップ）ナイタースペシャル』として日替わりの内容を放送した。
当年は『サウンドコレクション』の題号も使われなくなった。しかし、裏送りもしくは中継予定試合中止の場合には、『（ショウアップ）ナイタースペシャル』のタイトルのまま、それまでの『サウンドコレクション』の内容を送る場合があった。
- 『ナイタースペシャル 松本ひでお 情報発見 ココだけ・増刊号』：4月27日・5月15日（いずれも金曜日、試合開催予定がなかったため放送）・6月1日（金曜日、セ・パ交流戦予備日のため放送）
- 『ナイタースペシャル グローバーのイッツアグローバルワールド』：5月18日（金曜日、セ・パ交流戦予備日のため放送）
- 『宮本和知のナイタースペシャル 熱血!野球塾』：5月29日（火曜日、セ・パ交流戦予備日のため放送）
  - 当初は5月24日（木曜日）に放送予定だったが、セ・パ交流戦予備日に試合が発生したのに伴い「千葉ロッテマリーンズ×東京ヤクルトスワローズ」（TBCラジオ・東海ラジオは「東北楽天ゴールデンイーグルス×中日ドラゴンズ」）戦中継に変更されたため、延期になっていた。
- 『土田晃之のナイタースペシャル 〜FOOTBALLER'S HIGH 2012〜』：6月7日（木曜日、セ・パ交流戦予備日のため放送）
- 『ナイタースペシャル あさラジvsあなたとハッピー交流戦』：6月15日（土曜日、ニッポン放送ローカル向け。セ・パ交流戦予備日のため放送）
- 『金子達仁のナイタースペシャル〜開幕直前！ロンドンスペシャル〜』：7月24日（火曜日、ナイターの開催予定がなかったため放送）
  - ロンドンオリンピックの直前情報を金子と二宮清純が対談する形で綴る。
- 『ナイタースペシャル TULIP THE LIVE ON RADIO 〜あの頃、そして、今〜 - ウェイバックマシン（2012年11月24日アーカイブ分）』：9月20日（木曜日、試合開催予定がなかったため放送）

以下は前年までの『サウンドコレクション』に近い位置づけの番組。全試合中止の場合の予備番組はこれらが組み込まれることが多い。
- 『くり万太郎のナイタースペシャル』：5月3日（木曜日、全試合デーゲームのため放送）・6月15日（金曜日、セ・パ交流戦予備日のため放送）・6月19日（火曜日、全試合中止のため放送）
  - ただし、5月3日（木曜日）と6月15日（金曜日）については、ニッポン放送では別番組（5月3日はサッカー中継、6月15日は前述の『あさラジvsあなたとハッピー交流戦』）を編成したため、ネット局への裏送りとして18時から放送。5月3日（木曜日）の放送では裏送りでありながら『くり万太郎のナイタースペシャル』のタイトルで放送されたが、ネット局への配慮から、現在は平日に限り「ショウアップ」の冠を外している。
  - 6月19日（火曜日）は当日予定されていたプロ野球セ・パ交流戦2試合が台風4号接近に伴い、いずれの球場も中止となったため、ニッポン放送自社も含めて19時から放送。尚番組は生放送で行われ、台風4号関連の情報も随時挿入された。
  - このほか、5月5日・5月12日（いずれも土曜日）・7月23日（月曜日）にもナイターの中止時のプログラムとして編成されていた（いずれも週末もしくは月曜のためニッポン放送ローカル）が、いずれも試合が予定通り行われたため、放送は実現しなかった。
- 『山本剛士のナイタースペシャル』：6月12日（火曜日）・6月21日（木曜日、セ・パ交流戦予備日のため放送）
  - ただし、6月12日（火曜日）については、ニッポン放送ではサッカー中継を編成したため、ネット局への裏送りとして18時から放送。6月21日（木曜日）はニッポン放送自社も含めて19時から放送。
  - 6月21日分は『山本剛士のナイタースペシャル〜ロンドンまで待てない!〜』として、ロンドンオリンピックの特集を行った。この回は本来前日（水曜日）に放送が予定されていたが、前日の中止分の振替試合発生により延期となった。
  - このほか、5月20日（土曜日）・7月15日（日曜日）・7月19日（木曜日）・9月16日（日曜日）にもナイターの中止時のプログラムとして編成されていた（7月19日以外は週末のためニッポン放送ローカル）が、いずれも試合が予定通り行われたため、放送は実現しなかった。

このほか、2012年4月22日（日曜日）のナイターの中止時のプログラムとして『サンデー知っとかナイツ』のスペシャル版が用意されており、ナイツがスタジオに待機していた。試合が予定通り行われたため放送は実現しなかったが、その試合が早く終了したため、ナイツは試合終了後のスタジオパートに出演した。

### 2013年度
前年の方針を踏襲して、『ナイタースペシャル』として日替わりの内容を放送するが、『オールナイトニッポン』の延長線上にあるような、日替わりパーソナリティーによるフリートーク企画が中心となっていた。やはり『サウンドコレクション』の題号はこの年も使用しなかった。
- 『ナイタースペシャル MISIA with CAPTAIN VINYL〜MISIAと日本のトップDJが選ぶアナログ盤コレクション』：5月4日（全試合デーゲームのため放送。土曜日のためニッポン放送ローカル）
- 『ピースのナイタースペシャル』：5月16日（木曜日、セ・パ交流戦予備日のため放送）
- 『宮藤官九郎のナイタースペシャル』：5月21日（火曜日、セ・パ交流戦予備日のため放送）
- 『園子温のナイタースペシャル』：5月24日（金曜日、セ・パ交流戦予備日のため放送）
- 『井筒和幸のナイタースペシャル』：5月30日（木曜日、セ・パ交流戦予備日のため放送）
  - ただしニッポン放送ではサッカー中継が編成されたため、MBSラジオ・KBCラジオを除いたNRNナイターネット各局向けの裏送りとして放送。サッカー中継は19:00開始のため、18時台の『まいにちとことんプロ野球』のみニッポン放送自社でも放送された。
- 『ナイツのショウアップナイタースペシャル』：6月1日（全試合デーゲームのため放送。土曜日のためニッポン放送ローカル）
- 『山本剛士のナイタースペシャル』：6月4日・6月11日（いずれも火曜日、セ・パ交流戦予備日のため放送）
  - ただしニッポン放送ではサッカー中継（6月4日）・後述の『スポーツ人間模様』（6月11日）がそれぞれ編成されたため、STVラジオ・東海ラジオへの裏送り番組として18:00から放送。
  - 他にも6月29日（土曜日）と7月14日（日曜日、いずれも週末のためニッポン放送ローカル）のナイター中止時の予備番組としても編成されたが、試合が予定通り行われたため放送は実現しなかった。
- 『フットボールアワーのナイタースペシャル』：6月7日（金曜日、セ・パ交流戦予備日のため放送）
- 『ショウアップナイタースペシャル 2013年上半期総決算 高嶋ひでたけのスポーツ人間模様〜長嶋松井からザックジャパンまで〜』：6月11日（火曜日、セ・パ交流戦予備日のため放送、ニッポン放送ローカル向けで18:00開始。地方局へは前述の『山本剛士のナイタースペシャル』が裏送りされた）
- 『小籔千豊のナイタースペシャル』：6月19日（水曜日、セ・パ交流戦予備日のため放送。交流戦予備日の本番組を原則として自社制作番組に差し替えていたMBSラジオも、小籔の活動本拠の地元局であるためかこの日についてはネットを実施）
- 『斉藤安弘のナイタースペシャル 〜フレンチポップスオンパレード〜』：6月20日（木曜日、セ・パ交流戦予備日のため放送。20時台はポール・モーリア特集に充当）
- 『時事芸人・プチ鹿島のナイタースペシャル』：7月23日（火曜日、予備日程も含めてナイターの開催予定がないため放送。元々は5月26日〈日曜日〉のナイター中止時の予備番組であったが[2]、当日の試合が予定通り行われたため、この日に改めて生放送を実施[3]）
- 『大谷ノブ彦とプチ鹿島のナイタースペシャル』：9月20日（金曜日、試合開催予定がなかったため放送。10月開始の『〜今日も一日〜 Good Job ニッポン』のプレ特番という位置づけのため、ニッポン放送ローカル向け。地方局へは後述の『ブラックマヨネーズのナイタースペシャル』を裏送りして対応）
- 『ブラックマヨネーズのナイタースペシャル』：9月20日（金曜日、試合開催予定がなかったため放送。本来はセ・パ交流戦予備日であった6月18日〈火曜日〉に生放送予定であったが、5月28日〈火曜日〉に雨天中止となった「広島×日本ハム」の振替試合が組まれたため、同日に収録の上でストックされた。その後7月11日〈木曜日〉と7月18日〈木曜日〉のナイター中止時の予備番組となったが、当日の試合が予定通り行われたため放送されず、9月20日〈金曜日〉にようやく放送が実現するが、ABCラジオ・KBCラジオを除いたNRNナイターネット各局向けの裏送りとなり、結果としてLFでの放送は実現しなかった）

このほか、4月26日（金曜日）には『ナイタースペシャル 山本剛士と五戸美樹のゴールデンウィークリクエスト』、5月10日（金曜日）には『ナイタースペシャル ありがとう!母の日リクエスト』、9月13日・9月27日（いずれも金曜日）には『くり万太郎のナイタースペシャル』、9月15日には『小林顕作のナイタースペシャル』（日曜のためニッポン放送ローカル）が、それぞれナイター全試合中止時のプログラムとして編成されていたが、いずれも試合が予定通り行われたため、放送は実現しなかった。
逆に6月14日（金曜日）には、ニッポン放送には『ナイタースペシャル 上柳昌彦 よるばん!〜昭和歌謡・名曲10番勝負〜』を、地方局向けには『山本剛士のナイタースペシャル』が放送される予定であったが、セ・パ交流戦の予備日程として前日の6月13日（木曜日）に雨天中止となった「ロッテ×DeNA」の振替試合が行われることになりその中継を行うことになったため、放送取りやめとなった。

### 2014年度
山本の担当による『サウンドコレクション』の題号が3年ぶりに復活し、中継予定試合中止の場合や、ニッポン放送が関東ローカル番組を編成した場合の裏送りの場合に放送されていた（山本は平日夕方のスタジオ担当でもある）。ナイター開催予定がなくニッポン放送自社も含めて放送される場合（予備日を含む）は、2011年から2013年と同様に『ナイタースペシャル』として単発特番を送った。
- 『ナイタースペシャル ネクストステージ さよなら国立競技場』：5月24日（全試合デーゲームのため放送。土曜日のためニッポン放送ローカル）
  - 国立競技場の全面改修に伴う閉鎖を前にした座談会。司会・師岡正雄、ゲスト・木村和司、松尾雄治、羽佐間正雄
- 『ナイタースペシャル 植田朝日の行くぜブラジル! 行こうぜオレたちのニッポン!』：5月30日（金曜日、セ・パ交流戦予備日のため放送）※ABCラジオ・KBCラジオを除く
  - 2014 FIFAワールドカップブラジル大会に臨むサッカー日本代表の情報を特集。パーソナリティー・植田朝日
- 『上柳昌彦と松本秀夫のナイタースペシャル 日本縦断12球団駆け巡り! 我がチームのココだけベストワンニュースグランプリ!』：6月5日（木曜日、セ・パ交流戦予備日のため放送）※STVラジオでもネット[注 6]。MBSラジオ・KBCラジオを除く。20:56まで。
  - 当初は5月22日（木曜日）に放送される予定であったが、セ・パ交流戦の予備日程として前日の5月21日（水曜日）に雨天中止となった「楽天×DeNA」の振替試合が行われたため、この日に改めて放送。パーソナリティ・上柳昌彦&松本秀夫[注 7]
  - 全国12球団各選手のとっておき情報を各放送局のスポーツアナウンサーがレポートする企画（巨人情報は松本が兼務）。
各球団情報・煙山光紀（ヤクルト）、洗川雄司（DeNA）、宮田統樹（西武）、清水久嗣（ロッテ）、神谷誠（STV、日本ハム）、伊藤晋平（TBC、楽天）、村上和宏（SF、中日）、金山泉（MBS、阪神・オリックス兼務）、石橋真（RCC、広島）、小林徹夫（KBC、ソフトバンク）
上記にある通りMBSとKBCでは未ネットのため裏送り出演[注 8]。
  - ジングルは「ショウアップナイター」のものを流用した。そのためBGMのみではあるが「ショウアップナイター」のジングルが全国で聴けた。
- 『ナイタースペシャル ニッポン放送パーソナリティが出題!上柳昌彦と松本秀夫 リクエストバトル』：6月10日（火曜日、セ・パ交流戦予備日のため放送。スペシャルウィーク中のためニッポン放送ローカル向け）
  - 上柳と松本が、リクエスト曲のオンエアをかけてクイズ対決を行う。パーソナリティ・上柳昌彦&松本秀夫（6月5日〈木曜日〉に引き続いての担当）この日は後述の通り山本剛士は全国向けの放送を担当したため19時台のニッポン放送ニュースは上柳が担当した。
  - なお、NRN地方局（STVラジオ・東海ラジオ・MBSラジオ）へは『山本剛士のサウンドコレクション』が裏送りされた。
- 『ナイタースペシャル こんばんは、山口良一です』：7月24日（金曜日、試合予定がないため放送）※MBSラジオ・KBCラジオを除く
  - 当初は6月26日（木曜日）[注 9] に『山口良一のナイタースペシャル』として放送される予定であったが、6月24日（火曜日）に雨天中止となったセ・パ交流戦の「DeNA×日本ハム」の振替試合が行われたため、この日に改めて放送。パーソナリティ・山口良一

6月24日（火曜日、当日開催予定だった2球場がいずれも中止）は、LF自社も含めて『山本剛士のサウンドコレクション』を放送した（KBCラジオを除く）。LF自社での同番組の放送は4年振りである。
このほか、4月26日（土曜日）・4月27日（日曜日）は『鶴光・美和子噂のゴールデンリクエスト』（週末のためニッポン放送ローカル）がナイター全試合中止時のプログラムとして編成されていたが、いずれも試合が予定通り行われたため、放送は実現しなかった（但しその約5年半後となる2019年10月8日〈火曜日〉に一部改題した上で生放送が行われた）。

### 2015年度
基本的に2014年の体制を継続していた。
- 『ナイタースペシャル 大谷ノブ彦 夜もキキマス!』：4月11日（プロ野球が全試合デーゲームで、かつサッカーJ1リーグも開催されず中継カードが無いため。土曜でNRN配信が無いためLFローカル）
- 『ナイタースペシャル 山口良一 今夜もいきいき よる活ニッポン』：5月5日（火、プロ野球が全試合デーゲームであり中継カードが無いため。LF・STVラジオ・SFにて放送。SFではベースとなる「今日もいきいきあさ活ニッポン」は放送なし。）
- 『ナイタースペシャル 山本剛士のサウンドコレクション』
  - 5月6日（水、プロ野球が全試合デーゲームであり中継カードが無いため。LFはサッカー中継放送のためNRN各局向けへの裏送り放送。MBSラジオ・KBCラジオでは放送なし。）
  - 6月17日（水、ゲスト：有村昆。セ・パ交流戦の予備日程が組まれていたが、前日までに全試合消化に伴い終了したため。LFでも放送。KBCラジオでは放送なし。）
  - 7月16日（木、中継予定だったプロ野球フレッシュオールスターゲーム2015が台風接近に伴い中止・順延したため。LF・STVラジオ・SF・MBSラジオでも放送。KBCラジオでは放送なし。）
- 『ナイタースペシャル 三村ロンドのサウンドコレクション』：5月7日（木、予備日程も含めてプロ野球の開催予定が無いため。MBSラジオ・KBCラジオでは放送なし。）
- 『ナイタースペシャル 斉藤由貴フルタイムコレクション 作詞家生活45年〜松本隆の世界』：6月13日（プロ野球が全試合デーゲームで、かつサッカーJ1リーグも開催されず中継カードが無いため。土曜でNRN配信が無いためLFローカル）
- 『ナイタースペシャル 仁香のサウンドコレクション』：6月18日（木、セ・パ交流戦の予備日程が組まれていたが、同月16日までに全試合消化に伴い終了したため。KBCラジオでは放送なし。）
- 『ナイタースペシャル コトブキツカサのMovie With You』：6月20日（プロ野球が全試合デーゲームで、かつサッカーJ1リーグも全試合デーゲームであり中継カードが無いため。土曜でNRN配信が無いためLFローカル）
- 『ナイタースペシャル J-POPを生んだ男・村井邦彦の世界』：7月23日（木、予備日程も含めてプロ野球の開催予定が無いため。MBSラジオ・KBCラジオでは放送なし。）
- 『ナイタースペシャル 八嶋智人 今夜もオトパラ!準備号』：9月12日（プロ野球が全試合デーゲームで、かつサッカーJ1リーグも開催されず中継カードが無いため。土曜でNRN配信が無いためLFローカル）
- 『ダーリンハニー長嶋のナイタースペシャル』：9月23日（水、予備日程も含めてプロ野球の開催予定が無いため。MBSラジオ・KBCラジオでは放送なし。）

このほか、4月25日・4月26日にはLFローカル（土・日でNRN配信が無い）で雨天中止となった場合の予備番組として『帰ってきた! 今夜もオトパラ!』が予定されていたが、ナイターが予定通り開催されたためお蔵入りとなった。同特番は6月14日（日）にLFローカルで改めて放送されたが、ナイター開催予定のない日曜日であるため、「ナイタースペシャル」冠のない特別番組となる。

### 2016年度
この年は中継予定が無い日の雨傘番組を、『山口良一 よる活サイクルヒット』に固定した。中継予定試合が中止となった場合に限り、ニッポン放送の女性アナウンサーの進行による『サウンドコレクション』の放送予定があったが、実際に放送されることは無かった。
- 『ナイタースペシャル 山口良一 よる活サイクルヒット』
  - 4月9日、5月7日、6月4日、9月24日（プロ野球が全試合デーゲームで、かつサッカーJ1リーグも開催されず中継カードが無いため。土曜でNRN配信が無いためLFローカル）
  - 5月5日（木曜、プロ野球が全試合デーゲームのため。STVラジオ・SFでもネット。MBSラジオ・KBCラジオは放送なし。）
  - 6月21日（火曜、セ・パ交流戦の予備日程が組まれていたが、前日に全試合消化に伴い終了したため。LF・STVラジオ・SF・MBSラジオで放送。KBCラジオは放送なし。）
  - 6月22日（水曜）・23日（木曜、セ・パ交流戦の予備日程が組まれていたが、全試合消化に伴い終了したため。RCCラジオ・KBCラジオは両日、STVラジオは23日のみ放送なし。）
  - 9月22日（木曜、プロ野球が全試合デーゲームのため。STVラジオ・SF・MBSラジオ・KBCラジオは放送なし。）
- 『ナイタースペシャル 来週のニッポン放送さきどらナイト』：4月16日（当初中継予定であったサッカーJ1リーグ「鳥栖×神戸」が平成28年熊本地震の影響で中止となったため、急遽編成された。土曜でNRN配信が無いためLFローカル）
  - 4月18日（月曜）からのニッポン放送スペシャルウィークの番宣特番。生放送で行われ、熊本地震関連のニュースも随時挿入された。土曜日のショウアップナイタースタジオ担当でもある飯田浩司アナがパーソナリティを担当したほか、「まいにちとことんプロ野球」から引き続いて松本秀夫アナも出演。
- 『ナイタースペシャル さまぁ〜ず三村マサカズと小島瑠璃子のみむこじラジオ! 増刊号だよ!』：6月18日（18:30 - 21:00で放送。プロ野球が全試合デーゲームで、中継カードが無いため。土曜でNRN配信が無いためLFローカル）[4][5]

### 2017年度
『よる活サイクルヒット』は1シーズンのみで終了。このため中継予定が無い場合には、ニッポン放送アナウンサーなどの日替わりによる『サウンドコレクション』と、単発特番としての『ナイタースペシャル』を交えて編成していた。
- 『ナイタースペシャル 熊本地震から1年…再生に向けて』

4月15日（プロ野球が全試合デーゲームで、中継カードが無いことと、平成28年熊本地震から1年経過したことを受けての報道特別番組。土曜でNRN配信が無いためLFローカル）
- 『ナイタースペシャル 五木ひろしのゴールデン歌謡祭』

5月4日（木曜日、プロ野球が全試合デーゲームのため。STVラジオ・MBSラジオ・KBCラジオは放送なし。）
- 『ナイタースペシャル Little Glee Monsterの音楽が好きだ。』

5月13日（プロ野球が全試合デーゲームで、かつサッカーJ1リーグも開催されず中継カードが無いため。土曜でNRN配信が無いためLFローカル）
- 『ナイタースペシャル 箱崎みどりのサウンドコレクション feat.ひろたみゆ紀』

6月20日（火曜日、セ・パ交流戦の予備日程期間のフィラー。LF・SF・MBSラジオで放送）
- 『ナイタースペシャル 荘口彰久と秀島史香が街角クイズで対決!恋も夫婦もいろいろあるさ!男と女のリクエストバトル!』

6月21日（水曜日、セ・パ交流戦の予備日程期間のフィラー。RCCラジオ・KBCラジオは放送なし。）
- 『ナイタースペシャル 田中大貴と富樫勇樹のBリーグラジオ〜BREAK THE BORDER〜』

6月22日（木曜日、セ・パ交流戦の予備日程期間のフィラー。STVラジオ・MBSラジオ・RCCラジオ・KBCラジオは放送なし。）
- 『ナイタースペシャル 草野満代のサウンドコレクション』

9月15日（金曜日）※2018年4月2日に開始した『草野満代 夕暮れWONDER4』の実質的パイロット番組（予備日程のフィラー）
- 『新保友映のサウンドコレクション』

11月5日（日曜日、日本シリーズが前日に決着し、当日の第7戦が非開催となったため。21:00から1時間のみLFローカルで放送）
このほか、ナイターオフ編成期間中であっても、ニッポン放送が関東ローカルの特番を編成した際に、ネット局向けの裏送り番組として何度か制作されたり、放送予定だった番組の途中打ち切りに伴う代替番組として制作されたこともある。

### 2018年度
『サウンドコレクション』の担当は、ニッポン放送OBである荘口彰久に原則固定され、中継予定が無い場合にも放送されることが多くなった。その一方で、ニッポン放送で関東ローカルで編成されていた日曜単発枠『SPECIAL BOX』が一時廃枠された影響により、ニッポン放送のみ本番組を途中で飛び降りてそれまでの『SPECIAL BOX』枠同様の運用を行うケースが発生していた。この場合、スポンサーセールスの都合上、差し替え番組は『ナイタースペシャル』枠外として扱われた。
- 『ナイタースペシャル 荘口彰久のサウンドコレクション』

4月27日（金曜、予備日程も含めてプロ野球の開催予定が無いため。STVラジオ・RCCラジオ・KBCラジオでは未放送。LFは『弘兼憲史 黄昏ヒットパレード』のため20:00で飛び降り、20時台はネット局への裏送り）
5月3日（木曜、プロ野球が全試合デーゲームのため。STVラジオ・MBSラジオ・RCCラジオ・KBCラジオでは未放送、RNCは特別番組のため19:20飛び乗り。LFは『REPROFILE』 のため20:00で飛び降り、20時台はネット局への裏送り）
6月19日（火曜、交流戦予備期間であるが、当日に「ヤクルト対ソフトバンク」の順延試合と、2018 FIFAワールドカップ・グループH「日本対コロンビア」が行われたため、編成の都合上後者のみのネットとしたSBSのみへの裏送りで19:00 - 20:40まで放送。同日に野球が行われなければ、LF・SF・MBSラジオでも放送される予定であった。ゲストに牧野真莉愛が登場）
6月20日（水曜、交流戦予備期間で「阪神対オリックス」の順延試合を中継予定（MBS制作）だったが、グランドコンディション不良により中止・再順延になったため。STVラジオ・YBSラジオ・RCCラジオ・KBCラジオは未放送。LFは『弘兼憲史 黄昏ヒットパレード』のため20:00で飛び降り、20時台はネット局への裏送り）
6月23日（プロ野球が全試合デーゲームのため。土曜でNRN配信が無いため、LFローカルで20:00まで1時間のみ生放送。19日にSBSラジオのみで放送された牧野真莉愛とのゲストトークを、LF向けに改めて放送した）
7月19日（木曜、パ・リーグ1試合の予備日程となっていたが、試合消化に伴い開催されなかったため。STVラジオ・RCCラジオ・KBCラジオでは未放送）
- 『ひろたみゆ紀のサウンドコレクション』

10月27日（土曜、日本シリーズ第1戦中継に伴い『高嶋ひでたけと里崎智也 サタデーバッテリートーク』が休止となったため、野球中継を行わないKNBラジオ・JRTラジオへの裏送りとして放送）
11月4日（日曜、日本シリーズが前日に決着し、当日の第7戦が非開催となったため。20:00から1時間のみLFローカルで放送）
- 『新行市佳のサウンドコレクション』

11月3日（土曜、日本シリーズ第6戦中継に伴い『高嶋ひでたけと里崎智也 サタデーバッテリートーク』が休止となったため、野球中継を行わないKNB・JRTへの裏送りとして放送）
- 『箱崎みどりのサウンドコレクション』

2019年1月（前年12月29日に最終回を迎えた『タッキーの滝沢電波城』のネット局のBSNラジオ・YBSラジオ・SBCラジオへ向けての放送。2月以降は3局とも別編成に）
- 『吉田可奈のサウンドコレクション』

2019年3月29日（金曜、前の週で最終回を迎えた『オールナイトニッポンPremium』のネット局のうち、プロ野球開幕戦を中継しない局に裏送り放送）

### 2019年度
中継予定試合中止の場合の『サウンドコレクション』は再び担当者が日替わりに戻り、元々中継予定がない日は18時台の「野球がなければ、ラジオじゃない!」を除き、LF自社とネット局で別内容を送るケースも発生した。
ニッポン放送・ネット局共通
- 『ナイタースペシャル 坂本梨紗のサウンドコレクション』

6月26日（水曜、セ・パ交流戦の予備日程期間で試合が組まれなかったため。STVラジオ・KBCラジオでは未放送）
- 『ナイタースペシャル 山崎育三郎のサウンドコレクション』

6月27日（木曜、セ・パ交流戦の予備日程期間で試合が組まれなかったため。STVラジオ・KBCラジオでは未放送）
- 『ナイタースペシャル 野球がなければ、ラジオじゃない!』（拡大版）

9月17日（火曜、予備日程も含めてプロ野球の開催予定が無いため。STVラジオ・KBCラジオでは未放送）
ニッポン放送向け
- 『ナイタースペシャル 清水ミチコのミッチャン・インポッシブル・リターンズ』

4月20日（土曜、プロ野球・サッカーJ1リーグとも全試合デーゲームのため。2014年3月まで放送されていた番組の復活特番で、18:00から3時間半放送。NRN配信なし）
- 『ナイタースペシャル 野球がなければ、ラジオじゃない!』（拡大版）

4月26日（木曜、予備日程も含めてプロ野球の開催予定が無いため。この日は全国ネットの18時台とは別に、LFローカルで19時から尾崎世界観をパーソナリティとした第2部を放送）
- 『ナイタースペシャル 梅津弥英子のやえらじ』

5月2日（木曜、プロ野球が全試合デーゲームのため）
- 『ナイタースペシャル 西山喜久恵のきくらじ』

5月4日（土曜、プロ野球・サッカーJ1リーグとも全試合デーゲームのため。NRN配信なし）
- 『ナイタースペシャル 橋幸夫のミュージックライブラリー』

6月8日（土曜、プロ野球が全試合デーゲームかつサッカーJ1リーグの試合開催も無かったため。NRN配信はなかったが、収録番組であったため平日のNRNネットに充てられることも想定した構成であった）
- 『ナイタースペシャル 高橋英樹と真麻の親子ナイトニッポン』

6月22日（土曜、プロ野球が全試合デーゲームのため。同日はサッカーJ1リーグのナイトゲームもあったものの中継を見送った。NRN配信なし）
- 『ナイタースペシャル くり万太郎のサウンドコレクション』

9月8日（日曜、中継予定だった「東京ヤクルト×巨人」が令和元年房総半島台風（台風15号）関東地方接近に伴い観客の安全を考慮して中止となったため放送。番組は生放送で行われ台風関連の情報も随時挿入された。NRN配信なし）
- 『熊谷実帆のサウンドコレクション』

10月27日（日曜、日本シリーズが第4戦で決着し、当日の第7戦が非開催となったため。19:00から1時間のみLFローカルで放送）
- 『上柳昌彦のサウンドコレクション〜WANIMA特集〜』

2020年3月2日（日曜、1日深夜）（本来なら『WANIMAのオールナイトニッポンにちようび』を放送する予定だったが、放送見合わせとなったため。事実上の同番組の特別版である）
- 『ナイタースペシャル 2020 プロ野球徹底討論』

2020年3月27日（金曜、プロ野球開幕延期に伴う代替番組として、17:40 - 21:20の枠で放送予定）
ネット局向け
- 『（ナイタースペシャル） ひろたみゆ紀のサウンドコレクション』

4月26日（金曜、STVラジオ・SF・RCCラジオ・KBCラジオでは未放送）
12月31日（火曜、ニッポン放送の年末年始編成に伴い、『ザ・フォーカス』のネット局向けに裏送りで放送。ナイターオフのため『ナイタースペシャル』の冠は外して放送）
- 『ナイタースペシャル 男劇団 青山表参道X RADIO 〜ぼくら、失敗しないので〜』

5月2日（木曜、STVラジオ・SF・RCCラジオ・KBCラジオでは未放送）
- 『森田耕次のサウンドコレクション』

10月22日（火曜、『ザ・フォーカス』のネット局のうち、当日のプロ野球日本シリーズ中継をネットしない局向けに、19:00 - 20:20の枠で放送。回線運用の都合で生放送番組の裏送りができないため、『ザ・フォーカス』の出演者による事前収録番組として制作。事実上の同番組の特別版である）
- 『増山さやかのサウンドコレクション』

10月23日（水曜、同上。制作趣旨も同じ。日本シリーズが第5戦以降も続いた場合は、24日にも放送される予定であった）
- 『サウンドコレクション』（2020年元旦版）

2020年1月1日（水曜、ニッポン放送の年末年始編成に伴い、『ザ・フォーカス』のネット局向けに裏送りで放送。日本シリーズ期間同様に『ザ・フォーカス』の出演者である森田・増山による事前収録番組として制作）
- 『林みなほのビューティーコレクション』

2020年3月20日（金曜、本来なら前の週で最終回を迎える予定であった『ザ・フォーカス〜フライデースペシャル』のネット局のうち、プロ野球開幕戦を中継しない局に19:00 - 20:50の枠で裏送り放送する予定であった番組。実際にはプロ野球の開幕が延期され、ニッポン放送では『ザ・フォーカス〜フライデースペシャル』が復活したが、当初の予定通りネット局へはプロ野球開幕戦放送予定局含め当番組が配信された）
- 『前島花音のサウンドコレクション』

2020年3月27日（金曜、『ザ・フォーカス〜フライデースペシャル』のネット局のうち、プロ野球を中継しない局に19:00 - 20:50の枠で裏送り放送する予定であった番組。実際にはプロ野球の開幕が延期され、ニッポン放送を除くプロ野球放送予定局の代替番組にもなる）
- 『煙山光紀のサウンドコレクション』

2020年3月28日（土曜、前の週で最終回を迎えた『Kis-My-Ft2のオールナイトニッポンPremium』のネット局への裏送り放送。煙山は同番組のレギュラー出演者でもあり、選曲テーマもKis-My-Ft2の楽曲とするなど、事実上同番組の特別編となった）

### 2020年度
新型コロナウイルス感染症による影響でプロ野球のペナントレース開幕の目途が立たず、開幕したサッカーJ1リーグも3月以降開催の見合わせが続いた。平日のNRNナイター枠はナイターオフ番組であった『ザ・フォーカス』の放送期間を急遽延長、うち金曜については『ザ・フォーカス〜フライデースペシャル』を4月10日以降『フライデーナイタースペシャル』にリニューアルして対した。新型コロナウイルスの感染第1波の勢いが5月以降ピークを過ぎ、プロ野球ペナントレースが6月19日に開幕することが決まり、『ザ・フォーカス』は6月4日、『フライデーナイタースペシャル』は6月5日にそれぞれ放送終了した。
ニッポン放送ローカルとなる土曜日・日曜日（日曜日はニッポン放送スペシャルウィークの週のみ）は、『ショウアップナイタースペシャル』の名称を使用しないものの（代わりに『ニッポン放送特別番組』等の肩書を用いることがある）、事実上同番組同様の運用および提供フォーマットを行った。
プロ野球開幕後は、日程の組み直しにより移動日の設定が少なくなったことや、土曜日については全試合デーゲームの日が秋以降に集中していることから、これらの雨傘番組の出番は減少していたが、11月第1週までニッポン放送はナイター編成を継続するため、10月以降もニッポン放送のみローカル放送として編成を続ける（その他の野球中継放送局は各自独自の番組を放送し、野球中継をネットしない局はニッポン放送からの裏送りでナイターオフ番組を放送）。
本節では便宜上、『ザ・フォーカス』『フライデーナイタースペシャル』以外で平日に放送された番組、ならびに無名の土日単発枠で放送された番組も扱う。
ニッポン放送・ネット局共通
- 『鶴光の噂のゴールデンリクエスト[8]』（18:00[注 15] - 20:00）、『モヤモヤ解決! ゲッターズ飯田 ラジオで占いまSHOW[9]』（20:00 -  21:20）

4月22 - 24日、6月10 - 12日（首都圏レーティング期間に合わせた特別企画。ニッポン放送では4月分は20日から、6月分は9日から放送されているが、4月20日は月曜のため地方局へのネットがなく、4月21日と6月9日に関しても各局が独自で放送するため関東ローカル。STV・SF・MBS・ABC・RCC・KBC・ROKでは未放送。6月10日はTBCも未放送。両番組とも好評のため、ナイターオフ編成でレギュラー番組に昇格）
- 『voice of workers[10]』（パーソナリティ：飯田浩司）（19:00 - 21:20）

5月6日（STV・SF・RCC・KBCでは未放送。『ザ・フォーカス』はネット局も含めて放送時間を19:00終了に短縮（19:00開始のネット局は休止）した）
- 『みんなのプロ野球!ナイタースペシャル ついに開幕!解説者総動員プロ野球順位大予想!!』（18:00 - 20:56）

6月17日（STV・TBC・SF・MBS・RCC・KBCでは未放送。LFでは実質的に17:30から放送された が、20:40 - 21:20に『BanG Dream!スペシャルラジオ〜ポピラジ×モニラジ〜』を放送のため20:40で終了、以降はネット局への裏送り）
- 『みんなのプロ野球!ナイタースペシャル 開幕前夜祭』（18:00 - 21:20）

6月18日（STV・TBC・SF・MBS・RCC・KBC・ROKでは未放送。LFでは実質的に17:30から放送された）
ニッポン放送向け
- 『「2分の1の魔法」公開記念 志尊淳と城田優の全力応援ラジオ』（17:40 - 20:10）、『開局65周年記念 オーディオドラマ「小澤征爾･ボクの音楽武者修行」』（20:10 - 21:10）

4月4日（上述の理由による無名の週末単発枠として放送。土曜で元々NRN配信なし）
- 『今、絶対に聴くべきポッドキャストはコレだ! JAPAN PODCAST AWARDS ラジオ』（17:40 - 19:30）、『上柳昌彦と松本秀夫の今夜もオトパラ2020』（19:30 - 21:10）

4月11日（同上）
- 『ニッポン放送特別番組「いま、音楽にできること」』

4月18日（同上。17:40 - 20:40。終了後の20:40 - 21:10は月曜定時番組『ことばのチカラ 〜成功へのターニングポイント〜』の振替放送に充てた）
- 『Stay at Home ジャニーズ・ウィークエンド 亀と山PのオールナイトニッポンPremium』（18:00 - 21:00）

4月25日（上述の理由による無名の週末単発枠として放送。ナイターオフ番組の単発特別版）
- 『Stay at Home ジャニーズ・ウィークエンド Kis-My-Ft2のオールナイトニッポンPremium』（18:00 - 21:00）、『煙山光紀のフルタイムコレクション』（21:00 - 21:20）

4月26日（同上。当日は日曜日であるが、ニッポン放送スペシャルウィークの一環として編成。当初の予定であれば「ヤクルト×DeNA」のナイターが開催されるはずであった）
- 『DJ DRAGON リモートDISCO～Stay at Home!』（18:00 - 21:10）

5月2日（同上）
- 『君の大好きは止められない! 中川翔子のラジオアカデミア』（17:40 - 20:10）、『BanG Dream!スペシャルラジオ 後日談』（20:10 - 21:10）

5月9日（同上。後者は5月4日のホリデースペシャル枠の特番の関連番組）
- 『ニッポン放送特別番組「いま、日本の食文化にできること」』（17:40 - 21:10）

5月16日（同上）
- 『ショウアップナイタースペシャル 東京ヤクルトスワローズ 開幕へのメッセージ』（17:40 - 21:10）

5月23日（スポーツ部制作のため、ナイターイン編成後の当該枠では初めて『ショウアップナイタースペシャル』の名称を冠して放送）
- 『日比谷音楽祭 ON RADIO』（17:40 - 21:10）

5月30日（上述の理由による無名の週末単発枠として放送。同日に開催が予定されながら中止となった「日比谷音楽祭」の代替企画）
- 『オールタイム・ジャニーズ 歌い継ぎたい名曲リクエスト』（18:00 - 20:00）

6月6日（同上。前後の17:40 - 18:00ならびに20:00 - 21:10は、翌週のスペシャルウィークで休止となる定時番組の振替放送に充てた）
- 『ジャニーズ・ウィークエンド ジャニーズWESTのオールナイトニッポンPremium』（18:00 - 21:00）、『フルタイムコレクション』（21:00 - 21:10）

6月13日（同上。ナイターオフ番組の単発特別版）
- 『ジャニーズ・ウィークエンド Hey! Say! JUMPのオールナイトニッポンPremium』（18:00 - 21:00）、『フルタイムコレクション』（21:00 - 21:20）

6月14日（同上。当日は日曜日であるが、ニッポン放送スペシャルウィークの一環として編成）
- 『ニッポン放送特別番組「いま、音楽にできること」』（18:00 - 20:00）、『SDGs MAGAZINE』（20:00 - 21:00）

6月16日（当日は火曜日であるが、各局が独自の番組を各々放送のため関東ローカル。前者は4月18日に放送された特番の第2弾）
- 『ショウアップナイタースペシャル みんなのプロ野球!』（3時間拡大版、18:00 - 21:00）

6月20日（プロ野球が全試合デーゲームのため。実質的には17:40から放送。プロ野球開幕から9月までの間では、唯一全試合デーゲームの土曜日となる）
- 『ショウアップナイタースペシャル 垣花正 今夜もハッピー!』（19:00 - 20:00）、『ショウアップナイタースペシャル SDGs MAGAZINE』（20:00 - 21:00）

10月17日（プロ野球が全試合デーゲームのため）
- 『ショウアップナイタースペシャル 煙山光紀のサウンドコレクション』（19:00 - 21:00）

10月31日（プロ野球が全試合デーゲームのため。年末の『ラジオ・チャリティー・ミュージックソン』の告知番組も兼ねており、同時間帯にNRN地方局へ裏送り中の『Kis-My-Ft2のオールナイトニッポンPremium』との同時放送を19:15 - 19:36と20:15 - 20:40に挿入した）
- 『ショウアップナイタースペシャル みんなのプロ野球 2020ベストシーン総集編』（18:50 - 20:00）

11月29日（日本シリーズが第4戦で決着し、当日の第7戦が非開催となったため）

### 2021年度
サッカーJリーグ中継が事実上2019年度を最後に休止している事情もあり、プロ野球中継予定のない土曜日のナイター枠については、『ショウアップナイタースペシャル』としては18時台の『55!!(GoGo!!)みんなのプロ野球』のみで終了し、19・20時台については無名の単発枠として、『SPECIAL BOX』（日曜日の単発枠）と同様の運用がなされるようになり、スポンサーセールス上も各番組の個別対応となっている。平日もプロ野球のナイターの予定がない場合は、『ナイタースペシャル』の冠をかぶせつつも複数の特別番組のコンプレックス形式とした。従来の『サウンドコレクション』は中継予定試合が予備も含めて中止となった場合に放送される。
20時台の1時間枠の単発番組の大半は、お笑いコンビがパーソナリティを務める番組となっている。
ニッポン放送・ネット局共通
- 『ナイタースペシャル 日比谷音楽祭2021 ON RADIO』（19:00 - 20:00）、『ナイタースペシャル エイトブリッジのちょっと聴いてミテッチ』（20:00 - 21:00）

4月29日（プロ野球が全試合デーゲームのため。MBS・KBCでは未放送）
- 『ナイタースペシャル オールタイムジャニーズ～歌い継ぎたい名曲リクエスト』

5月4日（プロ野球が全試合デーゲームのため。18:00から放送。KBCでは未放送）
8月10日（東京オリンピック終了後、プロ野球再開前のため。19:00から放送。MBS・KBCでは未放送）
- 『ナイタースペシャル 親子でSDGs』（19:00 - 20:30）、『ナイタースペシャル こどもに読んでもらいたい本を声に出して読んでみた』（20:30 - 21:00）

5月5日（プロ野球が全試合デーゲームのため。MBS・KBCでは未放送）
- 『ナイタースペシャル 倉科カナのかなラジ！feat.〜映画「女たち」〜』（19:00 - 20:00）、『ナイタースペシャル さすらいラビー "ラストチャンスの時間"』（20:00 - 21:00）

5月6日（予備日程も含めてプロ野球の開催予定が無いため。MBS・KBCでは未放送）
- 『ナイタースペシャル 鶴光の噂のゴールデンリクエスト〜プロ野球編』（18:00 - 21:20）

6月17日（交流戦予備日のため。SF・MBS・KBCでは未放送）
- 『ナイタースペシャル TUBE前田亘輝 ラジオで前フェス』（18:00 - 20:00）、『ナイタースペシャル SDGs MAGAZINE』（20:00 - 21:00）

8月11日（東京オリンピック終了後、プロ野球再開前のため。KBCでは未放送）
- 『ナイタースペシャル はじめましてeillです』（19:00 - 20:00）、『ナイタースペシャル ボクラノオンガク』（20:00 - 21:00）

8月12日（東京オリンピック終了後、プロ野球再開前のため。MBS・KBCでは未放送）
ニッポン放送向け
7月20日から8月8日の編成は『TOKYO SPORTS TODAY』の項を参照のこと。
- 『SDGs MAGAZINE』（19:00 - 20:00）、『三國志 覇道ナイト』（20:00 - 21:00）

4月3日（プロ野球が全試合デーゲーム開催に伴い、土曜ナイター枠の無名単発枠で放送）
- 『RoseliaのRADIO SHOUT!〜約束SP〜』（19:00 - 21:00）

4月10日（同上）
- 『SDGs MAGAZINE』（19:00 - 20:00）、『GWはお家で楽しもう！しずるワイドアワー（仮）』（20:00 - 21:00）

5月1日（同上）
- 『望月智之 イノベーターズ・クロス』（19:00 - 20:00。金曜21時台のレギュラー番組の特別版）、『ザ・マミィと神激のいきなり60分！』（20:00 - 21:00）

5月8日（同上）
- 『SDGs MAGAZINE』（19:00 - 20:00）、『秀夫と美和子 噂の60分』（20:00 - 21:00）

6月12日（同上。後者は翌週のスペシャルウィークの番宣特番）
- 『内海光司と佐藤アツヒロのオールナイトニッポンPremium』（18:00 - 21:10）

6月19日（同上）
- 『Aぇ! groupのオールナイトニッポンPremium』（18:00 - 21:20）

6月20日（プロ野球が全試合デーゲーム開催およびニッポン放送スペシャルウィークに伴い、日曜ナイター相当枠の特別番組として放送）
- 『ショウアップナイタースペシャル 55!!(GoGo!!)みんなのプロ野球 日本シリーズ大展望』（19:00 - 20:00）

11月14日（セ・リーグのクライマックスシリーズが第3戦で決着し、当日の第5戦が非開催となったため、『SPECIAL BOX』枠の雨傘番組として放送）
- 『ショウアップナイタースペシャル 55!!(GoGo!!)みんなのプロ野球 スワローズ日本一おめでとうSP』（19:00 - 20:00）

11月28日（日本シリーズが第6戦で決着し、当日の第7戦が非開催となったため、『SPECIAL BOX』枠の雨傘番組として放送）
ネット局向け（スポーツ中継編成・特別編成に伴う特別版）
東京オリンピック開催に伴うプロ野球公式戦の中断期間には、ニッポン放送では『TOKYO SPORTS TODAY』をはじめ、関東ローカルで五輪関連番組等の特別編成を組むことから、ネット局向けにニッポン放送CP局所属のアナウンサー持ち回りによる『サウンドコレクション』が裏送りされる。『55(GoGo)!!みんなのプロ野球』もないため、18:00からの放送となり、フルネット局では3時間の放送となる。7月23日以降は一部ネット局にて『東京2020オリンピックハイライト』を挿入できるよう、19:45 - 19:55にローカル枠を設定した。
日本シリーズ中継や年末年始の特別編成に伴い、2021年度の『鶴光の噂のゴールデンリクエスト』『安東弘樹 Let’s Go Friday』がニッポン放送で休止される場合、例年であれば通常番組を裏送りでのネット、または特別編成をそのままネットしていたが、同年度については行わず当番組を配給することにしている。
- 『ナイタースペシャル 前島花音のサウンドコレクション』

7月20日（火曜日のためSTV・SF・MBS・RCCの4局で放送）
7月30日（STV・ABC・RCC・KBCでは未放送）
12月28日（※20:30まで。『鶴光の噂のゴールデンリクエスト』の代替番組。LFでは『ショウアップナイタースペシャル おめでとうヤクルトスワローズ 20年ぶり悲願の日本一!』（17:30-18:30）◇『SASUKEの自己満足。』（18:30-19:30）◇『神田莉緒香のKANDAFUL RADIO』（19:30-20:30）を放送。）
12月31日（※20:00まで。『安東弘樹 Let’s Go Friday』の代替番組。LFでは『Music Discovery with TuneCore Japan』（17:30-18:30）◇『小島奈津子のおかえりなさい』（19:30-20:00）を放送。）
- 『（ナイタースペシャル） 熊谷実帆のサウンドコレクション』

7月21日（KBCでは未放送）
7月28日（STV・MBS・RCC・KBCでは未放送）
8月6日（STV・ABC・RCC・KBCでは未放送）
11月23日（『鶴光の噂のゴールデンリクエスト』の代替番組として、日本シリーズ第3戦をネットしない局向けに放送。オフ編成のため『ナイタースペシャル』の冠を外して放送）
2022年3月8日（『鶴光の噂のゴールデンリクエスト』の代替番組。LFでは『ファーストSTEP in 国際女性デー 第1部』（17:30-21:00）を放送。）
このほか、7月15日のフレッシュオールスターゲームが中止となった場合の雨傘番組（ニッポン放送自社も含む）としても用意されていた。
- 『ナイタースペシャル 内田雄基のサウンドコレクション』

7月22日（KBCでは未放送。SBCは東京オリンピックの男子サッカー中継を文化放送との同時ネットでネットするため、20:00飛び降り）
7月27日・8月3日（火曜日かつSTV・MBS・RCC・KBCでは未放送のため、事実上SFのみのローカル放送）
12月30日（※20:30まで。『鶴光の噂のゴールデンリクエスト』の代替番組。MRO・FBC・OBSでは未放送。LFでは『ふぉ〜ゆ〜のハッピーfor you』（17:30-18:30）◇『うつみ宮土理のおしゃべりしましょ　2021年末スペシャル』（18:30-19:30）◇『水木翔子の洒落と歌の日々』（19:30-20:30）を放送。）
- 『ナイタースペシャル 東島衣里のサウンドコレクション』

7月23日（STV・ABC・RCC・KBCでは未放送）
8月5日（STV・MBS・RCC・KBCでは未放送）
12月29日（※20:30まで。『鶴光の噂のゴールデンリクエスト』の代替番組。LFでは『BIG TALK SPECIAL　堀威夫 いつだって青春』（17:30-18:30）◇『100周年記念特別番組　中村獅童と日藝生』（18:30-19:00）◇『Digging Kroi』（19:00-19:30）◇『望月智之 イノベーターズ・クロス』（19:30-20:30）を放送。）
2022年3月24日（『鶴光の噂のゴールデンリクエスト』の代替番組。LFでは『サッカースペシャル　FIFAワールドカップカタール2022TM アジア最終予選 日本×オーストラリア』（17:30-20:30）を放送。）
- 『（ナイタースペシャル） ひろたみゆ紀のサウンドコレクション』

7月29日（STV・MBS・RCC・KBCでは未放送）
11月25日（『鶴光の噂のゴールデンリクエスト』の代替番組として、日本シリーズ第5戦をネットしない局向けに放送。オフ編成のため『ナイタースペシャル』の冠を外して放送）
このほか、8月31日の全試合が中止となった場合の雨傘番組（ニッポン放送自社も含む）としても用意されていた。
- 『（ナイタースペシャル） 箱崎みどりのサウンドコレクション』

8月4日（STV・MBS・RCC・KBCでは未放送）
11月24日（『鶴光の噂のゴールデンリクエスト』の代替番組として、日本シリーズ第4戦をネットしない局向けに放送。オフ編成のため『ナイタースペシャル』の冠を外して放送）

### 2022年度
2021年度に引き続き、プロ野球中継予定のない土曜日のナイター枠については、『ショウアップナイタースペシャル』としては18時台の『いつでも みんなのプロ野球』のみで終了し、19・20時台については無名の単発枠として、『SPECIAL BOX』（日曜日の単発枠）と同様の運用、スポンサーセールス上も各番組の個別対応となっている。平日もプロ野球のナイターの予定がない場合は、『ナイタースペシャル』の冠をかぶせつつも複数の特別番組のコンプレックス形式としている。従来の『サウンドコレクション』はプロ野球シーズン中は1度も放送されなかった。一方で『プレイボール』からの編成を単発枠まで引き延ばす形での適用も散見されるようになった。
- 鶴光の噂のゴールデンリクエスト

4月16日（19:00 - 21:00。土曜日のためLFローカル）
6月14日（火曜） - 6月16日（木曜、18:00 - 20:00。交流戦の予備日にあたるため。このうち14日はMBSラジオ・RCCラジオでネット。15日・16日はSTVラジオ・SF・KBCラジオは未ネット、他局はナイター時間に合わせてネット。ナイター枠外となる13日にもLFローカルで放送）
- ナイタースペシャル いつでも みんなのプロ野球 ラジオペナントレース

4月17日（18:00 - 20:00。日曜日のためLFローカル。「プレイボール」からの編成をそのまま単発枠まで適用。20時台は『吉崎典子　物見遊山てんこ盛り! ～歌舞伎入門編～』を編成）
5月5日（木曜18:00 - 20:00）、7月28日（木曜18:00 - 21:00）。（「プレイボール」からの編成をそのまま単発枠まで適用。18時以降は「ナイタースペシャル」として全国ネット）
- はじめよう!フェムテック（5月3日〈火曜〉19:00 - 21:00）
- サカナクション山口一郎の『yUMing Anthology』（5月4日〈水曜〉19:00 - 21:00）
- 欽ちゃんとオードリー若林のキンワカ60分・2!（5月5日〈木曜〉20:00 - 21:00。ニッポン放送正月特番として1月2日〈日曜〉に関東ローカルで放送した番組の第2弾。）
- BTS「 Proof 」TRACKS（6月14日〈火曜〉 - 16日〈木曜〉20:00 - 21:20。交流戦の予備日にあたるため。P:ひろたみゆ紀、古家正亨。14日（火）はMBSラジオとRCCラジオで20:56までネット。15日（水）・16日（木）はSTVラジオ・SF・KBCラジオは未ネット、他局は20:56までネット）
- BTS マイ・ベスト・リクエスト（6月18日 18:00 - 21:10。土曜日のためLFローカル。P:斎藤司）

ネット局向け（スポーツ中継編成・特別編成に伴う特別版）
前年度に引き続き日本シリーズ中継に伴い、2022年度の『古家正亨 K TRACKS』『鶴光の噂のゴールデンリクエスト』や後続の番組がニッポン放送で休止される場合、裏送りや特別編成をそのままネットせず「サウンドコレクション」が配給される。なお、2022年の年末については、12月29日（木）・30日（金）にニッポン放送・ネット局共通の特別番組が放送され、当番組は供給されない。また、2023年3月最終週、ニッポン放送ではナイター直前特番や開幕戦中継を放送するため、1週早くナイターオフ番組が終了することにより、ナイターを編成しない局向けに4月2日までの間で編成される。
- 『前島花音のサウンドコレクション』

10月25日（火曜、『古家正亨 K TRACKS』などの代替番組として、日本シリーズ第3戦をネットしない局向けに放送。）
2023年3月30日（木曜、『鶴光の噂のゴールデンリクエスト』などの代替番組として、パシフィック・リーグ開幕戦中継をネットしない局向けに放送）
- 『箱崎みどりのサウンドコレクション』

10月26日（水曜、『鶴光の噂のゴールデンリクエスト』などの代替番組として、日本シリーズ第4戦をネットしない局向けに放送。）
2023年3月29日（水曜、『鶴光の噂のゴールデンリクエスト』などの代替番組。LFでは『ナイタースペシャル いつでも みんなプロ野球 2023開幕前夜祭』（17:30 - 20:00）◇『那須川天心のプライムボクシング』（20:00 - 21:00）を放送）
- 『内田雄基のサウンドコレクション』

10月27日（木曜、『鶴光の噂のゴールデンリクエスト』の代替番組として、日本シリーズ第5戦をネットしない局向けに放送。）
2023年2月23日（木曜、その日の20時台はニッポン放送とネット局が別編成となったことにともなう　、20:30 - 21:00）
2023年3月31日（金曜、『鶴光の噂のゴールデンリクエスト』などの代替番組として、セントラル・リーグ開幕戦中継をネットしない局向けに放送）
- 『熊谷美帆のサウンドコレクション』

2023年3月28日（火曜、『鶴光の噂のゴールデンリクエスト』などの代替番組。LFでは『エンターテインメントコレクション』（17:30 - 18:30）◇『ほのかりん WHO I AM』（18:30 - 19:30）◇『浪江女子発組合ラジオ定期大会』（19:30 - 21:30）を放送）

### 2023年度
プロ野球中継予定のない土曜日の『ショウアップナイタースペシャル』については完全に平日と別編成とし、『ラジオペナントレース』と『伊集院光の集まれ!野球おじさん』を交互に放送し、残りの時間は無名の単発枠とする体制となった（例外あり）。土曜日が全試合デーゲーム開催である場合は、前座・後座の「ショウアップナイタープレイボール」「ショウアップナイターハイライト」を休止し、その枠も含めて充当するようになった。
また、2022年度末まで週替りの月1回レギュラー枠充当していた日曜19時台に、4-6月は毎週放送の定時番組2本（「鬼滅ラヂヲ」「伊藤蘭 RAN To You」）が新たに入ることから、一部の番組が土曜日に異動していたが、7月以後土曜日は毎週ナイターカードが放送されるため、「伊藤蘭 RAN To You」を含めて（「鬼滅ラヂヲ」第2シーズンは終了）、日曜日19時台は月1回レギュラー、または単発枠の編成に戻している。
ナイター枠に放送された特別番組、ナイター枠外・ナイターオフ期に「サウンドコレクション」のタイトルで放送された番組も合わせて表記。
ニッポン放送・ネット局共通
- 『○○（パーソナリティー名）のサウンドコレクション』 - サブタイトルのついたものについては担当者名の後ろに付随。

4月1日（土曜日19:00 - 21:00　担当:新行市佳。暦上は2023年度だが、改編前のため『オールナイトニッポンPremium』が前週で終了したことによる代替番組として、同番組の一部ネット局にて放送。ただしニッポン放送は20:30 - 21:30に『坂本梨紗のヘルシー・メルシー!』を放送するため20:30で終了、以降はネット局への裏送り。）
7月14日（金曜日　20:00 - 21:00　担当:熊谷実帆　この日は日程調整上、1軍のナイトゲーム開催が基から予定されていないため、後述の「ラジオペナントレース」からの流れでNRN全国放送（大阪はABCラジオで放送））
7月21日（金曜日　19:00 - 21:00　担当:垣花正【"Songs of Akiko Wada"】　この日はオールスターゲーム（マツダスタジアム）の予備日に充当されており、後述の「いつでもみんなのプロ野球」からの流れでNRN全国放送（大阪はABCラジオで放送））
- 『ナイタースペシャル いつでもみんなのプロ野球』

5月4日（木曜日 みどりの日）17:30-19:00
進行:松本秀夫
ゲスト:「にじさんじ」（V Tuber）・社築、小野町春香、五十嵐梨花
後半にはBリーグチェアマンの島田慎二が、2022-23シーズンプレーオフの宣伝を兼ねてゲスト出演した。
※この日は祝日により全試合デーゲームとなるため、17時台は関東ローカル、18時台以降（下記の単発2番組同文）はNRNネット扱い（大阪府MBSラジオ）で放送
6月22日（木曜日）17:30-19:00
進行:師岡正雄、江本孟紀
※この日はセパ交流戦予備日で、全日程が21日までに終了できたことにより、試合開催がないため、17時台は関東ローカル、18時台以降（下記の単発番組=20，21日も含め同文）はNRNネット扱い（大阪はMBSラジオ）で放送
7月21日（金曜日）17:30-19:00
進行:松本秀夫、真中満
※前述の経緯により、17時台は関東ローカル、18時台以降はNRNネット扱い（大阪はABCラジオ）で放送
- 『ナイタースペシャル ラジオペナントレース』

7月14日（金曜日）17:30-20:00
※前述の経緯により、17時台は関東ローカル、18時台以降はNRNネット扱い（大阪はABCラジオ）で放送
（その他単発もの）
- 『ナイタースペシャル Jリーグ30周年特別番組 次の30年へ『よっしゃいこ!』』

5月4日（木曜日 みどりの日）19:00-20:00
パーソナリティ:槙野智章、足立梨花
スタジオゲスト:都並敏史、水沼貴史（1993年Jリーグ開幕戦のヴェルディ川崎（現東京ヴェルディ1969）対横浜（F）マリノス戦に出場したそれぞれのチームを代表して参加）、師岡正雄（開幕戦のLFの実況担当アナウンサー）
コメントゲスト:野々村芳和（Jリーグチェアマン）
- 『ナイタースペシャル 吉崎典子 物見遊山てんこ盛り！～時代を繋ぐ、超・歌舞伎俳優 中村獅童の世界～』

5月4日（木曜日 みどりの日）20:00-21:00
パーソナリティ:吉崎典子
ゲスト:中村獅童
- 『ナイタースペシャル 古家正亨 BTS マイ・ベスト・リクエスト』

6月22日（木曜日）19:00-21:30
※セ・パ交流戦予備日のため。21日までに交流戦全日程を終えたため放送された。LF以外は21:00飛び降り。
この他、セ・パ交流戦予備日期間中、6月20日には『ナイタースペシャル ひろたみゆ紀と前島花音のラブソングコレクション』、21日には『ナイタースペシャル 箱崎みどりと熊谷実帆のラブソングコレクション』が編成される予定であったが、2日に雨天中止となった「ヤクルト×楽天」の振替試合が20日に、10日に雨天中止となった「楽天×中日」の振替試合が21日に、それぞれ組まれたため、雨傘番組に変更となり放送されなかった。
ニッポン放送向け
- 『ショウアップナイタースペシャル 伊集院光の集まれ!野球おじさん』

4月15日、6月10日（ともにナイターの開催予定がない土曜日）17:50-20:00
8月20日（日曜日）19:00-20:00
※8月20日は基からセ・リーグの3試合が17時開始の薄暮、または18時開始のナイトゲームで予定されていたが、2022年度から日曜ナイター中継の放送を、スペシャルウィークや優勝、クライマックスシリーズの出場権争いにかかる試合など、注目カードに限定する日程にしていることによる。
- 『ショウアップナイタースペシャル ラジオペナントレース』

4月8日、5月20日（ともにナイターの開催予定がない土曜日）17:50-19:30
- 『ショウアップナイタースペシャル いつでもみんなのプロ野球』

5月27日、6月24日（土曜日） 17:50-19:30
進行:大泉健斗、谷繁元信（5/27，6/24とも）
- 『ショウアップナイタースペシャル どうなる⁉クライマックスシリーズ』

10月8日（日曜日）19:00-19:45（当初は20:00までの予定だったが、ラグビーワールドカップ2023でラグビー日本代表の決勝ラウンド進出がかかったラグビーアルゼンチン代表戦が生中継される都合で短縮された。）
進行:山田透
10月14日から、2023年のセントラル・リーグクライマックスシリーズを全試合（1stステージ最大3試合、ファイナルステージ最大全6試合）実況生中継するためのプレ編成として、同シリーズに進出した阪神、広島、横浜DeNAのそれぞれ地元局アナウンサーらがチームの近況を紹介するというものだった。レポーターは阪神:三ツ廣政輝（MBSラジオ・毎日放送）、広島：石田充（中国放送）、横浜DeNA：野村弘樹。
- 『○○（パーソナリティー名）のサウンドコレクション』 - サブタイトルのついたものについては担当者名の後ろに付随。

4月17日（月曜日、16日深夜） 1:30 - 3:00  担当：荘口彰久【坂本龍一さんを偲んで】 - タイトルにパーソナリティ名はつかなかった。ナイターとは全くかかわりのない時間帯での単発特番。
10月6日（金曜日） 20:30 - 21:30　担当:垣花正【"Songs of Yuming"】
（その他単発もの）
- 『AKI猪瀬のWBCワールドインパクト』（4月1日17:50-19:00　進行:熊谷実帆）
- 『坂本梨紗のヘルシー・メルシー!』
  - 4月1日20:30-21:30（前述）
  - 5月20日19:30ｰ20:30
  - 6月10日20:00-21:00
- 『本屋大賞直前スペシャル おもしろい本に会いたい』（4月8日19:30-20:30　パーソナリティー:箱崎みどり）
- 『われら演歌第7世代ワイワイラジオ』（4月8日20:30-21:30）
- 『My First Story』（パーソナリティー:江口ともみ）
  - 4月15日20:00-21:00
  - 5月20日20:30-21:30
- 『ラジオ情熱ラボ～ビジネスの先に～』（パーソナリティー:八木ひとみ、生井秀一）
  - 5月27日19:30-20:30
- 『弘兼憲史 黄昏ヒットパレード』（パーソナリティー:弘兼憲史、石川みゆき、コメンテーター:タブレット純）
  - 5月27日20:30-21:30
- 『小倉智昭のオールナイトニッポンPremium』
  - 6月17日18:00-20:00

スペシャルウィークの特別編成。ゲスト：HIRO（EXILE）
※6月17日はスペシャルウィーク特別編成の期間中となり、15:00ｰ17:30に「ショウアップナイタースペシャル・デーゲーム DeNA対ロッテ」（於・横浜スタジアム）を放送。全試合デーゲームのため、ナイター枠はプレイボール、ハイライトの前後枠も休止した上で上記以外はレギュラー番組の代替編成が行われる。
  - 17:30-18:00　『さまぁ～ずのさまラジ』（通常:土曜15:00-15:30）
  - 20:00-21:00　『なにわ男子の初心ラジ!』（同土曜16:50ｰ17:50）
  - 21:00-21:30　『古家正亨 K TRACKS』（同日曜21:10-21:40）
- 中川大輔と新保友映のみんなで地域のミライを考えよう!（パーソナリティー:中川大輔、新保友映）
  - 6月24日19:30-20:30
- 阿部亮のNGO世界一周! リケジョ先生から学ぼう!STEAM教育が変えるこれからの日本
  - 6月24日20:30-21:30

本来月曜日21:30-21:50に生放送されている同番組の特別出張版。この回は坂田薫、仲林実紅、飯泉摩美、中島遼の各氏を交えて、駒込高等学校での収録を兼ねた公開授業の模様を放送する
※本来はナイター中継のない月曜日18:20-18:50に生放送されている『森田健作 青春の勲章は くじけない心』はスペシャルウィーク実施週（当該日:4月17日、6月12日）はその特別編成の関係で休止となるため、その分を前倒して、2日前（同:4月15日、6月10日）の土曜日21:00-21:30への振替放送に充当している。
- 垣花正 あなたとハッピー!増刊号
  - 10月16日18:00-21:50
  - 進行:垣花正
  - ゲスト:森永卓郎、金子達仁

本来17:35-21:50（試合終了まで延長）で予定していた「ショウアップナイタースペシャル・クライマックスセ 1stステージ実況 広島東洋カープ対横浜DeNAベイスターズ第3戦（解説：野村弘樹、実況：松本秀夫）」が、広島の連勝により打ち切りになったため編成。17:35-18:00の枠は『辛坊治郎ズーム そこまで言うか!』の枠延長で対応
- 清水ミチコと飯田浩司のものまねクライマックスアワー ドラマ主題歌ベスト30
  - 10月22日17:50-21:40
  - 出演:清水ミチコ、飯田浩司

基は10月21日17:50-21:00の予定だったが、「ショウアップナイタースペシャル・クライマックスパ ファイナルステージ実況 オリックス・バファローズ対千葉ロッテマリーンズ」第3戦（10月20日）までに決着せず、第4戦が行われたためその日の放送は休止となった。この日は左記カードの第4戦（解説：山本昌、実況：大泉健斗）の中継に差し替えられた[注 25]が、その試合でオリックスの日本シリーズ出場（CS優勝）が決まったため、1日順延して放送された。
その他に「サザンから中島みゆきあいみょんから藤井風まで 上柳昌彦と松本秀夫 応援ソングコレクション」（出演:上柳昌彦、松本秀夫）が放送予定だったが、以下の経緯により実質お蔵入りとなった。
基は10月22日に「ショウアップナイタースペシャル・クライマックスパ ファイナルステージ実況 オリックス・バファローズ対千葉ロッテマリーンズ第5戦（解説：田尾安志、実況：洗川雄司）」が、第4戦までに決着した場合に放送される予定だった（上記の通り、第4戦でオリックス優勝が決定したため終了）が、上記の21日に予定されていた番組が順延放送されることになったのと、セ・パとも10月21日までに終了したため、第6戦にもつれ込んだ場合の23日（17:35-21:50予定。同時開催の場合は「ショウアップナイタースペシャル・クライマックスセ ファイナルステージ実況 阪神タイガース対広島東洋カープ第6戦」〈解説・実況未定〉を優先）のナイター放送も消滅し、通常の月曜日編成に準じる内容に戻したため、実質お蔵入りされた。また、当初の予定では19時を境にした2部構成で、前半は上柳単独で生放送[注 26]、後半は2人による事前収録となっていた。

ネット局向け
- 『○○（パーソナリティー名）のサウンドコレクション』

以下の日程において、いずれもニッポン放送では『ショウアップナイタースペシャル　日本シリーズ　オリックス×阪神』を編成するため、通常番組が休止となることによる。東海ラジオ・西日本放送ラジオ（RNCラジオ）でも日本シリーズ中継がネットされるため放送されない。
10月31日（火曜日　19:00 - 21:00　担当:熊谷美帆）
11月1日（水曜日　19:00 - 21:00　担当:箱崎みどり）
11月2日（木曜日　19:00 - 21:00　担当:前島花音）
以下の日程において、ニッポン放送では『ショウアップナイタースペシャル　プロ野球開幕戦　巨人×阪神』を編成するため、通常番組が休止となることによる。山口放送でも中継がネットされるため放送されない。
2024年3月29日（金曜日　19:00 - 21:00　担当:熊谷美帆）

### 2024年度
ネット局向け
- 『ナイタースペシャル いつでもみんなのプロ野球』
  - 5月2日（木曜、全チーム休養日）17:50 - 19:00 進行：松本秀夫、真中満
  - 5月9日（木曜、全チーム休養日）17:50 - 19:00 進行：山田透、江本孟紀
  - 6月19日（水曜、全チーム休養日）17:50 - 19:00 進行：煙山光紀、里崎智也
  - 6月20日（木曜、全チーム休養日）17:50 - 19:00 進行：松本秀夫、谷繁元信
  - 7月25日（木曜、全チーム休養日）18:00 - 19:00 進行：清水久嗣、江本孟紀

以上大阪はMBSラジオで放送（後述の単発番組も同文）
- 『ナイタースペシャル ラジオペナントレース』
  - 7月18日（木曜、全チーム休養日）17:50 - 20:00

大阪と愛知では放送なし（MBSラジオとSFが自社編成を行うため）

（その他単発もの）
- わらふぢなるおのわらふぢなるおがやるラジオ 5月2日（木曜）19:00 - 20:00
- 若きアスリート歌手 歌ってしゃべって60分 5月2日（木曜）20:00 - 21:00　パーソナリティ：徳永ゆうき、中澤卓也、舞乃空
- 新行市佳のジャズコレクション 5月9日（木曜）19:00 - 21:00
- 内田雄基のサウンドコレクション 6月19日（水曜）19:00 - 21:00
- 欽ちゃんのラジオとテレビの話 6月19日（水曜）19:00 - 21:00 出演者：萩本欽一、天野ひろゆき（キャイ～ン）
- 映画「もしも徳川家康が総理大臣になったら」出演者集結 公開直前ラジオ 7月18日（木曜）20:00 - 21:00 パーソナリティ:荘口彰久、ゲスト:浜辺美波、赤楚衛二、野村萬斎、GACKT、竹中直人、観月ありさ、髙嶋政宏（上記経緯により大阪・愛知では放送なし）
- 東島衣里のサウンドコレクション 7月25日（木曜）19:00 - 21:00

※10月以降の土曜日に、日本シリーズ終了以降『藤井貴彦 Saturday Night Buzz』をネットする予定の局に向けて放送した雨傘番組については、サタデースペシャルの項を参照のこと。
ニッポン放送向け
- 『ショウアップナイタースペシャル ラジオペナントレース』
  - 4月13日（全試合デーゲームによりナイター開催のない土曜日）17:50 - 19:30
  - 5月18日（同上）・5月25日（同上）・6月8日（同上）17:50 - 19:00

- 『ショウアップナイタースペシャル いつでもみんなのプロ野球』
  - 4月27日（全試合デーゲームによりナイター開催のない土曜日）17:50 - 19:30 進行：師岡正雄、谷繁元信

（その他単発もの）
- 岩谷麻優輝きラジオ
  - 4月13日（土曜）19:30 - 20:30
  - 5月18日（土曜）20:30 - 21:30

通常は月曜20:00 - 20:30に生放送されている番組だが、4月15日・6月10日がスペシャルウィーク特別編成で休止となるため、その代替として1時間拡大版で生放送
- ぺこぱのラジオ物語 4月13日（土曜）20:30 - 21:30
  - アシスタント：あのん、小日向ゆか、賀村恵都（当番組の協賛スポンサー・三洋物産のパチンコ台「海物語シリーズ」のキャンペーンガール「ミスマリンちゃん」の10期生[12] [13]）
- 本田望結のMe to You 4月27日（土曜）19:30 - 21:30
- 鬼滅の刃公式ラジオ・鬼滅ラヂヲシーズン3（5月18日・25日・6月8日〈土曜〉19:00- 19:30）
- マネジャー対抗 乃木坂野球部交流戦!（後編　5月18日〈土曜〉19:30 - 20:30）
乃木坂46の野球ファンのサークル・乃木坂野球部の中から、ニッポン放送ショウアップナイター公式応援マネジャー・久保史緒里と文化放送ライオンズナイター公式応援マネジャー・向井葉月によるプロ野球プレゼン合戦で、前編は文化放送で5月16日（木曜）19:00 - 20:00に放送された（東亞合成協賛）
- おしえてメディアミックス（5月25日〈土曜〉19:30 - 20:30　吉田尚記）
- 銀シャリ橋本とティモンディ前田のカルチャーに抱かれたい（5月25日〈土曜〉20:30 - 21:30 橋本直（銀シャリ）、前田裕太（ティモンディ）
- 阿部亮のNGO世界一周・未来をつくるチカラ 半導体最前線（6月8日〈土曜〉19:30 - 20:30　阿部亮、辰巳哲也、黒田忠広　6月10日放送分がスペシャルウィーク編成で休止になる関係もありその代替を兼ねた1時間拡大版）
- 弘兼憲史黄昏ヒットパレード（6月8日〈土曜〉20:30 - 21:30）

### 2025年度
ネット局向け
- 『ナイタースペシャル いつでもみんなのプロ野球』
  - 5月8日（木曜、全チーム休養日）17:50 - 19:00 進行：松本秀夫、里崎智也
  - 6月25日（水曜、全チーム休養日）17:50 - 19:00 進行：真中満、煙山光紀
  - 6月26日（木曜、全チーム休養日）17:50 - 19:00 進行：谷繁元信、清水久嗣
  - 7月25日（金曜、全チーム休養日）17:50 - 19:00 進行：松本秀夫、野村弘樹
- 『ナイタースペシャル ラジオペナントレース』
  - 7月22日（火曜、全チーム休養日）17:50 - 19:00 ゲスト：林家三平、つぶやきシロー、宮崎美穂、倉持明日香、せきぐちりさ、大寺かおり、進行：煙山光紀

以上大阪は7月25日を除き、MBSラジオで放送（後述の単発番組も同文）。7月25日はABCラジオで放送（MBSでは自社制作番組を放送、後述の単発番組も同様）。ただし、7月22日の場合は東海ラジオでは非ネット。
（その他単発もの）
- 『有楽町フレッシュ歌謡祭』 5月8日（木曜）19:00 - 20:00 出演：彩青、大滝ひかる（はやぶさ）、石原まさし、望月琉叶、竹野留里、梅谷心愛、進行：熊谷美帆
- 『Road to 日比谷音楽祭2025』 5月8日（木曜）20:00 - 21:30[注 27] パーソナリティ：亀田誠治、吉田尚記、ゲスト：真心ブラザーズ、電話出演：清塚信也
- 『峯村健司と松本秀夫の政界・球界オモテウラ』 6月25日（水曜）19:00 - 21:00 パーソナリティ：峯村健司、松本秀夫
- 『内田雄基のサウンドコレクション』 6月26日（木曜）19:00 - 21:00 パーソナリティ：内田雄基
- 『田中美和子のサウンドコレクション』 7月22日（火曜） 19:00 - 21:00 パーソナリティ：田中美和子
- 『箱崎みどりのサウンドコレクション』 7月25日（金曜） 19:00 - 21:00 パーソナリティ：箱崎みどり

## ネット局
2025年時点の『ナイタースペシャル』としてのネット局を記す。2020年プロ野球開幕までの放送のネット局は『ザ・フォーカス』のネット局・放送時間に準ずる。またナイターオフシーズンに『サウンドコレクション』が放送される場合のネット局は基本的に差し替え対象となる通常番組のネット局に準じる。
全曜日（日・月曜は、中継予定試合が予備カードも含めて中止の場合のみ放送）
- ニッポン放送 - 『ナイタースペシャル』制作・幹事局。ただし、不定期で自社向けとネット局向けに二重制作する場合（聴取率調査週間など）や系列局への裏送りとする場合（自社でのサッカー中継時など）がある。

火曜 - 金曜
- STVラジオ - 2018年は当初から試合開催予定の無い場合（交流戦予備日を含む）、2019年はそれに加え他球団の試合がある場合でも日本ハム戦ナイターがない場合、それぞれ基本的に『MUSIC★J』のスペシャルに差し替えるため、原則として日本ハム戦ナイター中継予定があり、かつ予備試合含め全て中止の場合のみ放送となった。2020年は日本ハム戦ナイターが中止となった時点で『MUSIC★J』の放送となったため、ナイタースペシャルの放送の可能性が全くなくなったが、2021年は『MUSIC★J』が土曜夜の定時番組として編成され、同時に土曜・日曜ナイターと日本ハム戦デーゲーム中継（祝日を含む平日・土曜・日曜・ホーム・ビジター問わず）を廃止したことにより、原則として平日に予備・本番ともに日本ハム戦以外のナイター中継も行う方針となったため、当番組のネット受けを再開、当該時間帯での『MUSIC★J』は東京オリンピック開催期間のみの実施とした。2022年以降は、基本的に2018年同様の体制とし、当初から試合開催予定の無い場合（交流戦予備日を含む）は『リアルタイム!』（通常はナイタークッション枠として編成）や『MUSIC★J』（通常は土・日曜夜の定時番組として編成）などの自社制作番組のスペシャル版に差し替えとしたため（『MUSIC★J』を放送する5月5日はRCCにもネット）、中継予定試合が予備試合含め全て中止の場合のみ放送となっている。なお、例外として2024年の交流戦予備日のうち、6月19日は日本ハムvs阪神戦が18日に中止された場合の予備日（実際は18日に予定通り行われた）となっていたからか当番組をネット受けし、翌20日のみ自社制作番組の差し替えを行なった。2025年はナイタークッション枠の自社制作取り止めや『MUSIC★J』の終了の影響もあり、本番組のネットを基本とした編成に復することになった。
- 東海ラジオ - 2023年以降は『ガッツナイター』のレインコート番組扱い。2019年 - 2022年は編成上『ドラゴンズステーション』のフロート番組扱いとして放送したが、ただし当初から試合開催予定の無い場合、不定期に「ガッツナイターアーカイブス」と題した過去の中日戦中継の音源再放送に差し替えていた。
- 中国放送 - 2018年度から火曜日もネット対象に追加されたが、当初から試合開催予定がなく、かつ自社制作番組を編成しない場合にSTVラジオが『MUSIC★J』に差し替える日は追従してネット受けすることがあり、2021年の東京オリンピック開催期間も同様の対応とした。2022年5月5日も同様の対応。

火曜 - 木曜
- MBSラジオ - 不定期に自社制作の『MBSベースボールパーク番外編』に差し替える場合がある（2013年度のみは本番組の方が不定期放送であった）。野球中継では土・日にもニッポン放送とのネット関係[注 28]があるが、野球中継を行わない場合、土曜は『豊永真琴のMBSミュージックパーク延長スペシャル』、日曜は『MBSベースボールパーク番外編』（どちらも中継予定がない場合は別の特別番組となる場合あり）を放送するため当番組はネットしない。

水曜 - 金曜 (主にクロスネット局のNRN担当日)
- 青森放送
- IBC岩手放送
- 秋田放送
- 山形放送
- 東北放送
- ラジオ福島
- 新潟放送
- 信越放送
- 山梨放送
- 北日本放送
- 北陸放送
- 福井放送
- 静岡放送
- 山陰放送
- 山口放送
- 四国放送
- 西日本放送
- 高知放送
- 大分放送
- 長崎放送
- 熊本放送
- 宮崎放送

木曜・金曜
- KBS京都

金曜のみ
- 栃木放送
- 朝日放送ラジオ（ABCラジオ） - 2013年度と2014年度は不定期放送であったが、2015年度からは本番組の放送を基本とした体制に戻った。
- 和歌山放送
- RSK山陽放送
- 南海放送
- 南日本放送
- ラジオ沖縄

未放送
- 九州朝日放送(KBCラジオ) - 2011年以降の放送実績はなく、原則自社制作番組に差し替え。基からホークス戦が移動・休養日により試合がない場合、並びに祝日を中心にデーゲームで行われる場合は、他の球場が開催されていてもNRNナイターの放送は原則として行わず、KBC自社制作番組に差し替える。火曜〜金曜のNRNナイター自体はホークス戦が全国中継カードとなった場合（主に交流戦の対巨人戦や、セ・リーグの非開催時など）やパ・リーグの全試合（交流戦期間中はホークス戦）が雨天中止時に限り、予備カードとしてNRNナイターの本番カードを放送[注 29]。NRNナイターそのものをネットしないLuckyFM茨城放送[注 30]・ラジオ大阪・HBCラジオを除くNRN加盟局では唯一の非ネット局。

### 他局の雨傘番組
- プロ野球ネットワーク（TBSラジオほかJRN系列局）
  - 金曜のみ、大阪府のTBSのネット受けがMBSラジオになるための配慮として「プロ野球東西南北」となるが、趣旨は全く同じ。2017年シーズンを以って終了。
- 砂山圭大郎のSET UP!!（週末のNRN系列局。文化放送制作であるが、2019年シーズンより裏送りのみ）
- スポーツ居酒屋獅子→《2022年度》斉藤一美 ど〜かひとつ!→《2023年度》長谷川太スポーツギャラクシー（平日。文化放送）
- ナイタースタジオ特集・麻布台スタジアム（アール・エフ・ラジオ日本・岐阜放送・ラジオ関西）